# ヒリガイノン語
ヒリガイノン語（ヒリガイノンご、Hiligaynon）は、フィリピンの西ビサヤ地方で話されているオーストロネシア語族に属する言語である。イロイロ州、西ネグロス州に集中している。ヒリガイノン語の母語話者はフィリピンの国内外におよそ700万人いる。加えて、意思疎通がある程度可能な話者がおよそ400万人いる。
ヒリガイノン語はイロイロ州や西ネグロス州（ネグロス・オクシデンタル州）ではイロンゴ語（Ilonggo）と呼ばれている。

## 言語の特徴
本言語はセブアノ語と全体的には似ており、多少単語は違うものの、相互に意思の疎通は可能である。
また本言語はリンカーで-ngを使わず、全てngaで繋ぐのが特徴である（例：maayo nga tawo（良い人））。